# Gaetano Ferragni (1813-1874)
Gaetano Giovanni Luigi Maria Ferragni (Cremona, 5 maggio 1813 – Cremona, 24 marzo 1874) è stato un medico, chirurgo e patriota italiano. Era fratello del patriota Francesco Ferragni, cognato del patriota Gaetano Tibaldi, cugino del patriota Tito Cadolini, zio del patriota Ernesto Hilcken Ferragni, padre del politico radical-democratico Luciano Ferragni, nonno del politico socialista Gaetano Ferragni e del politico comunista Rosolino Ferragni (vedi famiglia).

## Biografia
Figlio di Luigi Ferragni, negoziante cremonese connesso con gli esponenti della locale Carboneria, crebbe a contatto con gli ambienti anti-asburgici più marcati. Sedotto dalle teorie del più anziano fratello Francesco, scrittore e propagandista mazziniano già detenuto per reato di alto tradimento, si accostò giovanissimo agli alti ideali del patriottismo aderendo nel 1832 al comitato cremonese della Giovine Italia.
A partire dal 1834, in seguito ai primi arresti di agitatori mazziniani, seguiti da persecuzioni che raggiunsero forme barbariche, si accostò alla vasta opera di solidarietà patrocinata dal sacerdote Ferrante Aporti; insediatosi nella Commissione amministratrice e direttrice delle scuole infantili di carità in Cremona, si ritirò in quella parte di resistenza silenziosa e disarmata che vedeva nell'educazione dei giovani l'unico mezzo legale per giungere al risorgimento morale della popolazione. Durante questo periodo critico, nel 1838, si laureò in medicina presso l'Università di Bologna.
A partire dal 18 marzo 1848, giunte voci dei moti scoppiati a Milano, si segnalò tra i più attivi sostenitori della rivoluzione, raggiungendo le caserme cittadine per convincere le truppe, formate da soldati lombardi, ad abbandonare i reparti e a schierarsi con la popolazione. Nel volgere di pochi giorni ebbe luogo l'ammutinamento dell'intera guarnigione militare di stanza in città, con il conseguente passaggio di numerosi ufficiali dalla parte degli insorti e dei Savoia; fra essi anche il cugino Tito Cadolini, già generale dell'esercito imperiale austriaco.
Nel pomeriggio del 20 marzo, fu tra gli insorti che ebbero la ventura di realizzare in Cremona il primo Governo Provvisorio cittadino, nel cui Comitato di sicurezza pubblica venne eletto membro. Nel breve volgere di pochi giorni la città fu risolutivamente liberata delle truppe austriache ed i più facinorosi procedettero alla distruzione degli stemmi stranieri.
Contestualmente spalleggiò il cognato Gaetano Tibaldi (marito della sorella Carlotta) nell'istituzione della Colonna mobile dei volontari cremonesi, formata da centottanta patrioti partiti il 9 aprile per Salò, quartier generale della progettata invasione del Trentino.

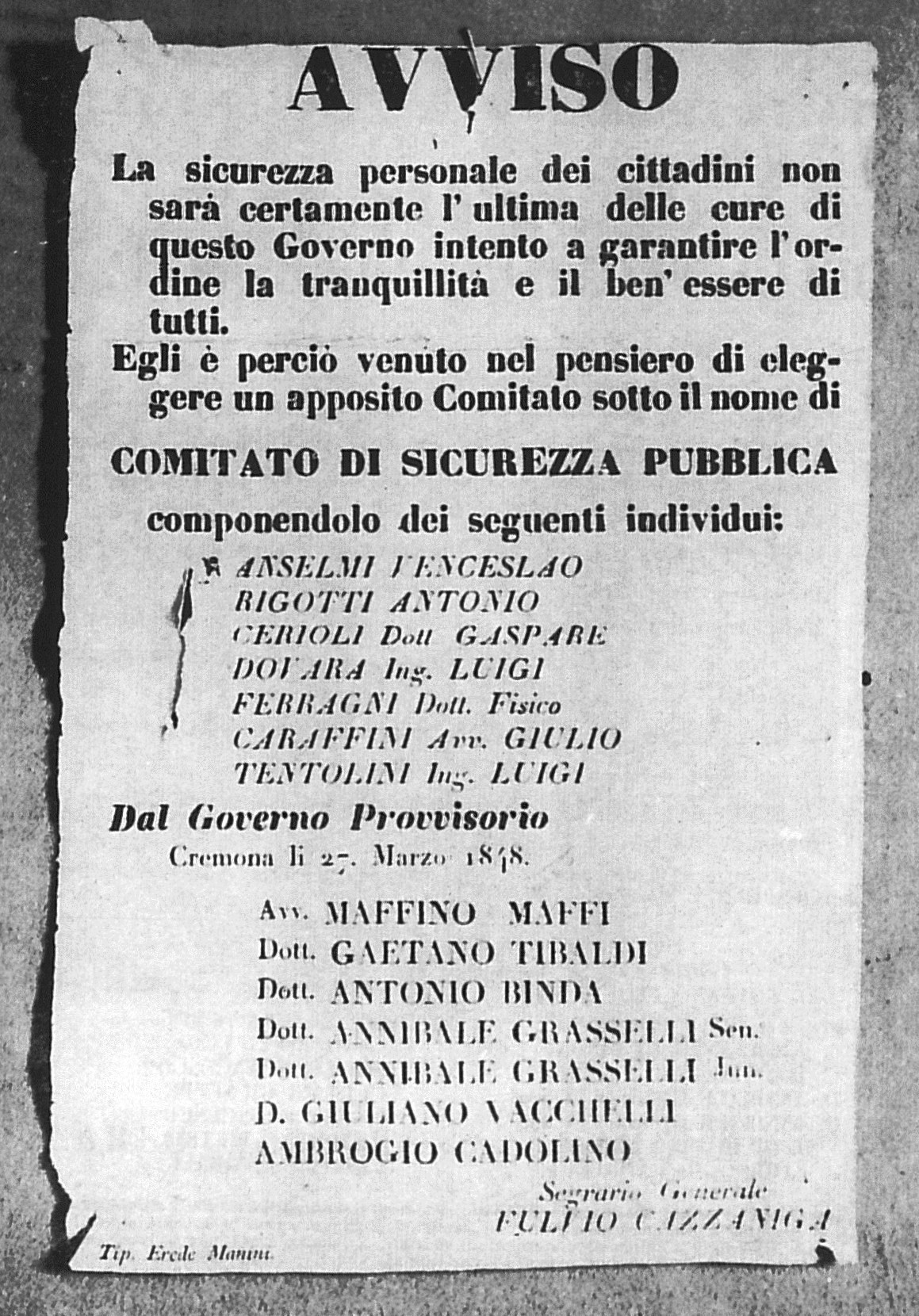
Avviso d'istituzione del Comitato di Pubblica Sicurezza in Cremona, 27 marzo 1848

L'illusione rivoluzionaria fu però breve: la disfatta dell'esercito sardo a Custoza, il 25 luglio, costrinse il Ferragni a scappare oltre confine insieme al fratello Francesco e al nipote Ernesto, anch'essi coinvolti nell'insurrezione e fortemente compromessi.
Rientrò in Lombardia un anno più tardi, nel gennaio 1850, avvalendosi dell'amnistia concessa dall'Austria per i soli immigrati volontari. Di nuovo a Cremona, rifiutò però di compiere l'atto di sottomissione previsto dalla grazia, il che implicò l'interdizione allo svolgimento della professione medica. Malgrado ciò decise di spendersi a favore delle scuole infantili cittadine, contribuendo al mantenimento della sanità nelle stesse.
Stabilmente sorvegliato, nel 1852 sposò Maria De Lorenzi, nel corso di una cerimonia svoltasi segretamente nell'abitazione di famiglia. Dal matrimonio nacque, l'anno successivo, l'unicogenito Luciano, futuro politico radical-democratico e nel 1889 primo storico sindaco della sinistra filo-risorgimentale a Cremona.
Seguirono anni di vigilanza in cui l'opera di propaganda patriottica fu decisamente ardua.
Il prolungato indugio s'interruppe nella primavera del 1859, quando l’Austria attaccò il Regno di Sardegna, ora alleato con la Francia.
Ferragni, tenutosi ai margini degli eventi politico-militari, fu tra i medici impegnati nel soccorso ai soldati feriti dopo le sanguinose battaglie di Solferino e San Martino, un poema di umanità senza eguali di che superò ogni preconcetto e provenienza geografica. L'operosità dell'intero corpo sanitario, ispirata a una causa di elevato significato morale, guadagnò l'alto elogio del re e dell'intendenza militare.
Al termine del secondo conflitto d'indipendenza, con la Lombardia annessa al Regno di Sardegna (Armistizio di Villafranca), prese nuovamente posizione nella neocostituita amministrazione comunale di Cremona, ora presieduta dal marchese Pietro Araldi Erizzo, straordinario finanziatore nella rivoluzione del 1848.
La delega di assessore gli permise l'avvio e la promozione di un'ardimentosa campagna contro malattie infettive quali il vaiolo, il tifo e la malaria. Contestualmente fu una delle quindici persone scelte come membri del comitato cremonese che aderì all'Associazione italiana di soccorso ai soldati feriti e malati in guerra.
Nel 1867, in seguito alla sconfitta di Mentana e al conseguente scioglimento del Partito d'Azione Mazziniano, aderì al Partito radicale storico, meglio conosciuto come Estrema sinistra storica, una neoconcepita fazione politica che affondava le sue radici ideali nel filone più laico e repubblicano del Risorgimento italiano, per l'appunto quello mazziniano e garibaldino.
Morì a Cremona nel 1874 all'età di 60 anni.

### Annotazioni
1. ↑  Tra le altre l'ingegnere Camillo Vacchelli, l'avvocato Angelo Bangoni, l'avvocato Gaetano Tibaldi, l'ingegnere Giovanni Cadolini, il medico Cesare Stradivari, il professor Stefano Bissolati e il sacerdote Giovanni Bonaldi.

### Fonti
1. ↑  Stefano Carletti, p. 124.
2. 1 2  Stefano Carletti, p. 125.
3. ↑  Bibliografia italiana pag. 336 - ossia elenco generale delle opere d'ogni specie e d'ogni lingua stampate in italiano e delle italiane pubblicate all'estero - Milano 1838
4. ↑  Storia della Dermatologia e della Venereologia in Italia pag. 103
5. ↑  Stefano Carletti, p. 126.
6. ↑  Stefano Carletti, p. 127.
7. ↑  Stefano Carletti, p. 128.
8. 1 2  Stefano Carletti, p. 129.
9. ↑  Stefano Carletti, p. 130.
10. ↑  Cipolla, Fabbri, Lombardi 2014, p. 182.